# Alexeï Podolski
Pour les articles homonymes, voir Podolski.
Alexeï Podolski (en russe : Алексей Подольский), né le 29 juillet 1976, est un acteur et musicien russe.

## Biographie
Alexeï Podolski est né le 29 juillet 1976.
Il a terminé ses études supérieures à l'Université nationale russe de recherche médicale N. I. Pirogov . Il participe ensuite comme acteur amateur au projet de Piotr Mamonov Les Souris, le garçon Kaï et la reine des neiges.
Au milieu des années 1990, il est membre du groupe de punk rock Produit universel (russe : Универсальное изделие).
En 2011, il joue dans le film du réalisateur Sergueï Vitalevitch Loban, Chapito-Show.
Il fait partie du groupe de rock Karamazov Twins.

## Rôles au cinéma
- 2005 : Poussière — Liocha[3]
- 2009 : Période glaciaire (court-métrage) d'Andreï Griazev
- 2011 : Chapito-Show (Kiberstarnnik)[1]
- 2011 : Generation П, d'après le roman de Viktor Pelevine Homo zapiens (Génération P)